# Thecla kwangtungensis
Thecla kwangtungensis är en fjärilsart som beskrevs av Forster 1947. Thecla kwangtungensis ingår i släktet Thecla och familjen juvelvingar. Inga underarter finns listade i Catalogue of Life.